# یورکک فیلد

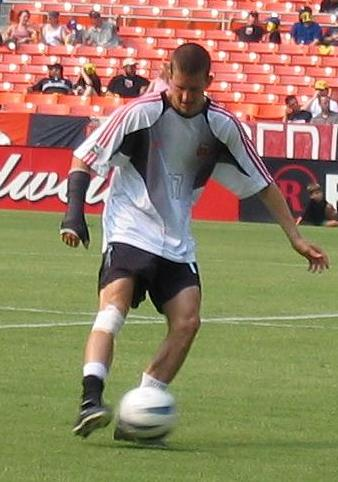

یورکک فیلد ورزشگاه چند منظورهٔ فوتبال و لاکراس است و در کمپ اصلی دانشگاه راتگرز در پیسکتاوای، نیوجرسی قرار دارد.
این ورزشگاه در سال ۱۹۹۴ ساخته شده‌است و گنجایش ۵۰۰۰ نفر را دارا است. به‌طور رسمی نام آن ورزشگاه فوتبال/لاکراس یورکک فیلد است که به افتخار رونالد یورکک نامگذاری شده‌است.